# Leon Lederman
Leon Max Lederman (New York, 15 juli 1922 – Rexburg, 3 oktober 2018) was een Amerikaans natuurkundige. Hij ontving de Nobelprijs voor Natuurkunde in 1988 voor zijn werk over de neutrino bundelmethode en de demonstratie van de doubletstructuur van de leptonen door de ontdekking van het muon-neutrino. Hij werd een "moderne Leonardo da Vinci" genoemd door het Museum of Science and Technology in Chicago.

## Biografie
Lederman was de zoon van Morris Lederman en Minna Rosenberg. Hij had een zes jaar ouder broer, Paul. Hij ontving zijn bachelor van het City College van New York in 1943, en ontving een Ph.D. van de Columbia-universiteit in 1951. Aanvankelijk studeerde hij scheikunde, maar schakelde op Columbia over naar de natuurkunde. Na zijn promotie sloot hij zich aan bij de natuurkundefaculteit van deze universiteit. In 1961 werd hij directeur van de Nevis Labs aan de Columbia-universiteit, dit bleef hij tot in 1978. In 1979 nam hij een verlengde afwezigheid van de universiteit om directeur te worden van het Fermilab, als opvolger van Robert R. Wilson.
In 1989 nam hij ontslag van de universiteit en Fermilab om daarna nog kort les te geven aan de universiteit van Chicago voor hij verhuisde naar het Illinois Institute of Technology, waar hij in 1992 Pritzker Professor in de wetenschappen werd.
Hij was de Directeur Emeritus van het Fermilab in Batavia, Illinois en hij stichtte de Illinois Mathematics and Science Academy, te Aurora, Illinois in 1986. 
Lederman is de tweede levende Nobelprijswinnaar die zijn Nobelprijs verkocht. Dit deed hij nadat er bij hem dementie werd geconstateerd en hij genoodzaakt was om zijn medische rekeningen te betalen.
Lederman overleed in 2018, op 96-jarige leeftijd, in een zorginstelling in Rexburg.

## Werk
Aan het Nevis-laboratorium deed Lederman onderzoek naar pionen en muonen. In 1956 ontdekte hij het langlevende neutrale deeltje kaon (K-meson), dat eerder op theoretische gronden was voorspeld.
Het jaar daarop bewees Lederman pariteitschending bij pionverval. In 1956 hadden de natuurkundigen Tsung-Dao Lee en Chen Ning Yang in een experiment met bètaverval van kobaltkernen bewezen dat bij zwakke wisselwerking de pariteit voor neutrino's niet behouden was. Lederman vroeg zich af of dit bij pionverval – dat ook via zwakke wisselwerking plaatsvindt – ook het geval was.
In Nevis liet men een protonenbundel een doel treffen waarbij een intense bundel pionen werd geproduceerd. Zo'n 20% van de pionen verviel in een muon en een neutrino. Het muon vervalt vervolgens in een elektron en twee neutrino's. Tijdens het experiment werden tweemaal zoveel elektronen in voorwaartse richting gevonden dan in achterwaartse richting. Hiermee werd zijn bewijs geleverd dat de pariteit was geschonden.
Samen met Jack Steinberger wilde Lederman daarna het zeldzame verval van een pion tot een neutrino en een elektron meten: 'normaal' bètaverval. Bij dit onderzoek kregen ze ondersteuning van Melvin Schwartz, een vroegere promovendus van Steinberger. Gebruikmakend van de nieuwe Alternating Gradient Synchrotron (AGS) in Brookhaven werd in de jaren 1961/62 het twee-neutrino experiment uitgevoerd – een van de beroemdste experimenten uit de wetenschapshistorie – waarin uiteindelijk het muon-neutrino deeltje (νμ, massa < 0,27 MeV/c²) werd geïdentificeerd.
In 1977 ontdekte een groep fysici onder leiding van Lederman het upsilon-meson ({\displaystyle \,\Upsilon }) een tot dan toe ongeïdentificeerd deeltje negen keer zwaarder dan het proton en het eerste werkelijke bewijs van het vijfde of bottom-quark. Aanvankelijk meenden Lederman en zijn team een jaar eerder een deeltje ontdekt te hebben dat ze ook al het upsilon-deeltje hadden genoemd. Latere waarnemingen toonden echter aan dat dit deeltje niet echt bestond, waarna het gekscherend tot Oops-leon werd herbenoemd, verwijzend naar Ledermans voornaam.

## Erkenning
Als een voormalige voorzitter van de American Physical Society ontving hij ook de National Medal of Science (1965, samen met Martin Perl), de Wolfprijs voor natuurkunde (1982) en de Ernest O. Lawrence Award. Lederman werkte ook als covoorzitter van de Board of Sponsors van het Bulletin of the Atomic Scientists. In 1988 werd hij onderscheiden met de Nobelprijs voor Natuurkunde. Van het geldbedrag kocht hij een blokhuis in Teton Valley (Idaho), nabij het Tetongebergte, waar hij na zijn pensionering ging wonen.

## Publicaties
- The God Particle: If the Universe Is the Answer, What Is the Question? door Leon M. Lederman en Dick Teresi (ISBN 0-385-31211-3)
  - Ned. vertaling: Het goddelijke deeltje - een zoektocht naar de bouwstenen van het heelal (ISBN 90-269-6544-3)
- From Quarks to the Cosmos door Leon Lederman en David N. Schramm (ISBN 0-7167-6012-6)
  - Ned. vertaling: Van Quarks tot kosmos
- Portraits of Great American Scientists Leon M. Lederman, et al (ISBN 1-57392-932-8)
- Symmetry and the Beautiful Universe Leon M. Lederman en Christopher T. Hill (ISBN 1-59102-242-8)